# スコットランドの地方行政区画
本項ではスコットランドの地方行政区画（スコットランドのちほうぎょうせいくかく）について説明する。また、地方自治制度についても言及する。
スコットランドは、カウンシル・エリア（council area）と呼ばれる32の行政区画に区分されている。それぞれのカウンシル・エリアには、カウンシル（council）と呼ばれる単一自治体（ユニタリー・オーソリティ、unitary authority）が置かれている。
カウンシルの下位には市町村に相当するコミュニティ（community）があるが、コミュニティは自治権を持っていない。

## 自治体とコミュニティ

### カウンシル・エリア
| No. | カウンシル・エリア名                        | 行政中心地                         | 人口(2011年) | 面積(km²) | 人口密度 |
| --- | ------------------------------------------- | ---------------------------------- | ------------ | --------- | -------- |
| 1   | インヴァークライド                          | グリーノック                       | 81,500       | 160       | 509      |
| 2   | レンフルーシャー                            | ペイズリー                         | 174,900      | 261       | 670      |
| 3   | ウェスト・ダンバートンシャー                | ダンバートン                       | 90,700       | 159       | 570      |
| 4   | イースト・ダンバートンシャー                | キーキンティロッチ                 | 105,000      | 175       | 600      |
| 5   | グラスゴー                                  | -                                  | 593,200      | 175       | 3,389    |
| 6   | イースト・レンフルーシャー                  | ギフノック                         | 90,600       | 174       | 520      |
| 7   | ノース・ラナークシャー                      | マザーウェル                       | 156,000      | 297       | 525      |
| 8   | フォルカーク                                | フォルカーク                       | 156,000      | 297       | 525      |
| 9   | ウェスト・ロージアン                        | リヴィングストン                   | 175,100      | 427       | 410      |
| 10  | エディンバラ                                | -                                  | 476,600      | 259       | 1,840    |
| 11  | ミッドロージアン                            | ダルキース                         | 83,200       | 354       | 235      |
| 12  | イースト・ロージアン                        | ハッディントン                     | 99,700       | 679       | 146      |
| 13  | クラックマナンシャー                        | アロア                             | 51,400       | 159       | 323      |
| 14  | ファイフ                                    | グレンロス                         | 365,200      | 1,325     | 275      |
| 15  | ダンディー                                  | -                                  | 147,300      | 67        | 2,198    |
| 16  | アンガス                                    | フォーファー                       | 116,000      | 2,082     | 55       |
| 17  | アバディーンシャー                          | アバディーン                       | 253,000      | 6,313     | 40       |
| 18  | アバディーン                                | -                                  | 222,800      | 186       | 1,197    |
| 19  | マレー                                      | エルギン                           | 93,300       | 2,238     | 41       |
| 20  | ハイランド                                  | インヴァネス                       | 232,100      | 30,659    | 7        |
| 21  | アウター・ヘブリディーズ （西部島嶼）       | ストーノーウェイ                   | 27,700       | 3,071     | 9        |
| 22  | アーガイル・アンド・ビュート                | ロッホギルプヘッド                 | 88,200       | 6,909     | 12       |
| 23  | パース・アンド・キンロス                    | パース                             | 146,700      | 5,286     | 27       |
| 24  | スターリング                                | スターリング                       | 90,200       | 2,187     | 41       |
| 25  | ノース・エアシャー (ノース・エアーシア)     | アーバイン                         | 138,200      | 885       | 156      |
| 26  | イースト・エアシャー (イースト・エアーシア) | キルマーノック                     | 122,700      | 1,262     | 97       |
| 27  | サウス・エアシャー (サウス・エアーシア)     | エア                               | 112,800      | 1,222     | 92       |
| 28  | ダンフリーズ・アンド・ガロウェイ            | ダンフリーズ                       | 151,300      | 6,426     | 23       |
| 29  | サウス・ラナークシャー                      | ハミルトン                         | 313,800      | 1,772     | 177      |
| 30  | スコティッシュ・ボーダーズ                  | ニュータウン・セント・ボスウェルズ | 113,900      | 4,732     | 24       |
| 31  | オークニー                                  | カークウォール                     | 21,400       | 990       | 21       |
| 32  | シェトランド                                | ラーウィック                       | 23,200       | 1,468     | 15       |

32のカウンシル・エリアごとに、カウンシルが置かれている。かつてはリージョン（region）とディストリクト（districts）という2階層の行政区分があったが、1996年に両者を統合して1階層とした。
カウンシルはスコットランド・ゲール語で "comhairle" という。アウター・ヘブリディーズのカウンシルはスコットランド・ゲール語の名称を正式名称としている。

### コミュニティ
カウンシル・エリアは、コミュニティ・カウンシル・エリア（community council area）に区分される。コミュニティ・カウンシル・エリア（以下、コミュニティ）は、コミュニティ・カウンシル（Community council）を設けることができる。ただし、ウェールズのコミュニティ・カウンシルと異なり、スコットランドのコミュニティ・カウンシルは法的な権限を持った自治体ではない。
スコットランドのコミュニティ・カウンシルの制度は、1975年に導入された。ディストリクト・カウンシルはその領域をコミュニティ・カウンシル・エリアに分けることが義務付けられた。コミュニティはかつてのシビル・パリッシュ（行政教区）の区画に相当するが、必ずしも一致しない。全スコットランドにコミュニティは1200ほどある。
コミュニティ・カウンシルは、住民が望む場合にのみ手続きと選挙を経て設置される機関であり、すべてのコミュニティでコミュニティ・カウンシルが設置されているわけではない。また、隣のコミュニティと合同で一つのコミュニティ・カウンシルを持っている場合もある。コミュニティ・カウンシルは住民の意見と自治体を結ぶチャンネルとして機能しており、小道や公園など地元のインフラ整備に関して意見を述べる。
コミュニティ・カウンシルには地方税を徴収する権限はなく、自治体からの運営費の補助によって運営されている。このため、通常コミュニティ・カウンシルが地方行政機関とみなされることはない。ただし、オークニーやシェトランドではコミュニティ・カウンシルに自治的な役割が与えられており、大きな予算が与えられている。また、かつてのバラ（自治都市）の伝統を受け継ぎ、都市の紋章を掲げ、代表を provost（参事会議長、市長）と呼ぶコミュニティ・カウンシルもある。
一覧は en:List of community council areas in Scotland 参照。
ハイランド内コミッティ・エリア
- ケイスネス
- サザランド
- インヴァネス
- ロス・クロマティ
- スカイ・ローチェシュ
- ロケイバー
- ベイドノッチ・ストラスピー
- ネルン

## 沿革

### 近代地方制度の変遷
1889年以前のスコットランドでは、中世以来の伝統を引き継ぐ勅許自治都市（バラ、burgh）、教区（パリッシュ、parish）を単位として地方行政が行われていた。
スコットランドの近代的地方制度は、1889年に制定されたスコットランド地方政府法によってはじまった。1890年に施行されたこの法により、カウンティ（郡）ごとに公選の議員（councillor）からなるカウンティ・カウンシルが設置された。カウンティ・カウンシルの長は"Convenor of the county"（カウンティ議長）といい、議員の互選で選ばれた。1894年には法の修正が行われ、シビル・パリッシュにパリッシュ・カウンシルが設けられた。
1930年には大規模な行政制度の改編が行われ、地方政府委員会やパリッシュ・カウンシルが廃止されるとともに、自治体の規模に応じたカウンティ（county）、都市カウンティ（counties of cities）、大都市 (Large burgh) 、小都市 (Small burgh) の制度が導入された。その後、1947年に区画再編が行われている。この時期の行政区画はen:List of local government areas in Scotland 1930 - 1975参照のこと。

### 1975年以後
1975年に新たな地方政府法（1973年地方政府法）が施行された。これにより、スコットランド本土の地方行政組織はリージョン（region）とディストリクト（district）の2層構造に再編され、9つのリージョンに区分された。1つのリージョンには複数のディストリクトを含み、それぞれが自治体（カウンシル）を持っていた。ただし、島嶼部の3エリアでは「アイランド・カウンシル」のみの1層構造とされた。また、ディストリクト・カウンシル（またはアイランド・カウンシル）はその区域にコミュニティ・カウンシルを設けることが義務づけられた。
現行制度（1994年地方政府法）は、1996年から施行されている。リージョンとディストリクトが統合・再編され、32の単一自治体が設立された。1997年にはカウンシルがスコットランド・ゲール語に改称することが認められ、アウター・ヘブリディーズのカウンシルが正式名称を Comhairle nan Eilean Siar に改めている。

## その他の行政区画（パリッシュ級）

### シビル・パリッシュ
シビル・パリッシュ（civil parish、行政教区） はスコットランド国教会の教区（パリッシュ）を起源とする区画であり、全スコットランドに871ある。スコットランドのシビル・パリッシュは、イングランドのシビル・パリッシュと異なり、自治体ではない。
1845年、救貧法実施との関係から、教区（パリッシュ）を単位として教区委員会（parochial boards）という行政機関が設置され、地域の出生・結婚・死亡などの記録を扱った。その後管轄範囲の統廃合や再編がすすめられた結果、行政区画としてのパリッシュ（シビル・パリッシュ）は教会の教区とは一致しなくなった。1891年、シビル・パリッシュの境界が郡（カウンティ）の境界と一致するよう再編が行われた。これにより、カウンティが複数のシビル・パリッシュを内包して管轄下に置くような形となった。1894年には教区委員会に代わり、公選制のパリッシュ・カウンシル（parish council）が置かれた。1930年にパリッシュ・カウンシルは廃止され、これ以後シビル・パリッシュを単位とする自治体は置かれていない。1975年に導入されたコミュニティ・カウンシル（community council）にはシビル・パリッシュをもとにつくられたものもあるが、必ずしも一致するわけではなく、またコミュニティ・カウンシルには自治権もない。
シビル・パリッシュと現在の行政区分の境界線は必ずしも一致しておらず、複数のカウンシル・エリアにまたがるシビル・パリッシュもある。シビル・パリッシュの境界は19世紀末に確定して以来変化していないため、現在も統計に使われる。このほか、EUの共通農業政策における産地表記などに使われている。
一覧は en:List of civil parishes in Scotland 参照。

## その他の行政区画（カウンティ級）

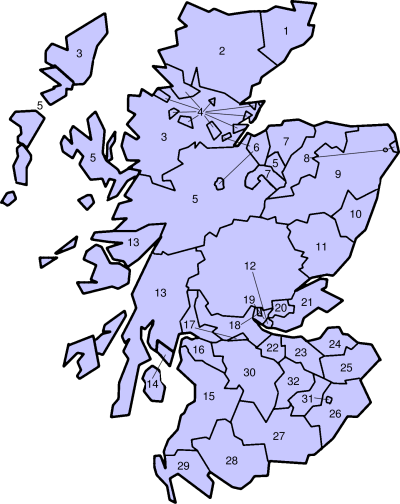
1890年までの34のカウンティ（2つは地図外）

### カウンティ
1890年までは34のカウンティがあった。1890年以後、33のカウンティが設置される。
1975年以降、地方行政上は何の意味も持たない区分となっている。

### レジストレーション・カウンティ
レジストレーション・カウンティ (Registration county) はスコットランドに33あり、土地の登記に用いられる。カウンティによる土地登記は1868年スコットランド土地登記法に定められた。
1868年の土地登記法は、1979年土地登記法に置き換えられた。これに伴い、カウンティの更新作業が段階的に進められた。

### レフテナンシー・エリア

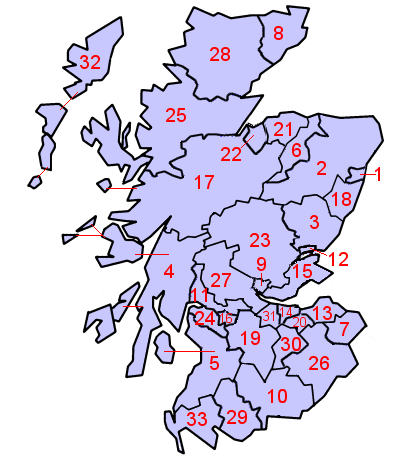
典礼に用いられる35のレフテナンシー・エリア（2つは地図外）

レフテナンシー・エリア（Lieutenancy area）は、王の代官たる地方長官 (lord-lieutenant) の管轄区域を指し、典礼に用いられる。
一覧は en:Lieutenancy areas of Scotland 参照。

### ディストリクト
1975年に設置されたディストリクトは、1994年地方政府法の施行（1996年）によって自治体としては廃止された。
警察・消防など行政機関の中には、現在もかつてのディストリクトの区画を管轄区分に用いるものがある。

## その他の行政区画（リージョン級）

### リージョン

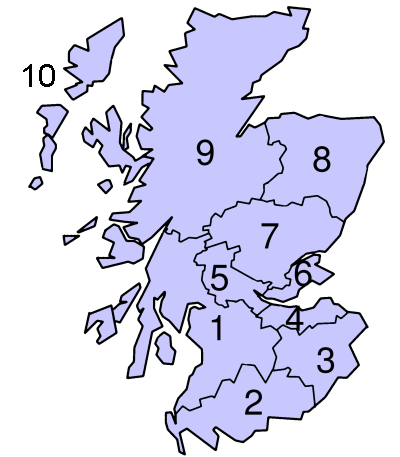
9つのリージョンと、3つのアイランド・エリア（2つは地図外）

1973年地方政府法下のスコットランド（1975年 - 1996年）は、9つのリージョンと3つのアイランド・エリアに分けられていた。
警察・消防など行政機関の中には、現在もかつてのリージョンの区画を管轄区分に用いるものがある。
| 地図上のNo. | 地方・島嶼部                       | 中心都市                         | 面積 (ヘクタール) | 人口      |
| ----------- | ---------------------------------- | -------------------------------- | ----------------- | --------- |
| 01          | ストラスクライド地方               | グラスゴー                       | 1,350,283         | 2,286,800 |
| 02          | ダンフリーズ･アンド･ガロウェイ地方 | ダンフリーズ                     | 639,561           | 147,900   |
| 03          | ボーダーズ地方                     | ニュータウン･セント･ボスウェルズ | 471,253           | 105,300   |
| 04          | ロージアン地方                     | エディンバラ                     | 171,595           | 750,600   |
| 05          | セントラル地方                     | スターリング                     | 263,455           | 272,900   |
| 06          | ファイフ地方                       | グレンロセス                     | 131,201           | 351,200   |
| 07          | テイサイド地方                     | ダンディー                       | 749,650           | 395,200   |
| 08          | グランピアン地方                   | アバディーン                     | 869,772           | 528,100   |
| 09          | ハイランド地方                     | インヴァネス                     | 2,539,759         | 206,900   |
| 10          | ウェスタンアイランズ地方 (島嶼部)  | ストーノーウェイ                 | 289,798           | 29,600    |
| 未表示      | シェトランド地方 (島嶼部)          | ラーウィック                     | 143,268           | 22,522    |
| 未表示      | オークニー地方 (島嶼部)            | カークウォール                   | 97,581            | 19,600    |

### シェリフダム
シェリフダム（Sheriffdom）は、裁判行政上の区画である。1975年1月1日に制定された6区分が用いられている。
- Glasgow and Strathkelvin
- Grampian, Highland and Islands
- Lothian and Borders
- North Strathclyde
- South Strathclyde, Dumfries and Galloway
- Tayside, Central and Fife